# Zsigó Jenő
Zsigó Jenő (Nyírbátor, 1952. augusztus 25. − ) magyar cigány szociológus, népművelő, szerkesztő, a Cigány Ház – Romano Kher igazgatója, a Roma Parlament alapítója és elnöke.

## Életútja, munkássága
Zenész cigány családban született. Húszévesen, a Taurus Gumigyár irányítástechnikai műszerészeként döntött úgy, hogy folytatja tanulmányait és Eötvös Loránd Tudományegyetem Bölcsészettudományi Karán elvégzi a szociológia szakot. Mind pedagógiai, mind szociológiai szakdolgozata a cigányságot érintő problémák feldolgozása, az 1986-os szakdolgozat címe: „A cigány kérdés és a társadalompolitika objektív lehetőségei, az új minőséget nyert problémák új minőségű megoldási útjai. Kérdések, tények, lehetőségek, választások...” Témavezetője Gábor József volt. 1990-es szociológiai szakdolgozatának címe: „Öröklődések és előítéletek: közös bilincsek.” 1980-ban lett a Fővárosi Önkormányzat Cigány Ház – Romano Kher (ma FROKK) munkatársa, és később 1987-től 2009 december 31-ig igazgatója. Az intézmény vezetőjeként minden évben gyerektábort, alkotótábort, folklórtábort szervezett, ezek keretében az évek során több mint 1200 cigány gyereket, fiatalt, tehetséget, zenészt és művészt táboroztatott.
Létrehozta és elismertté tette a legnagyobb, 2461 művet számláló európai cigány kortárs művészeti gyűjteményt és videó- és dokumentum-archívumot épített fel. 2009-ben kiadta a „Cigány festészet, Magyarország 1969–2009” című művészeti albumot, melyet ő szerkesztett jeles munkatársak közreműködésével. Írt a kötethez elismerő és biztató előszót a cigány képzőművészetről. Megszerezte az intézmény számára a nyaraltatásra alkalmas fonyódi táborhelyet. 1984-ben hívta életre az Ando Drom Cigány Folklór Együttest, melynek alapító vezetője. A zenekar 2012-ig 5 zenei CD-t jelentetett meg. 1989-ben a Phralipe Független Cigány Szervezet alapítója Daróczi Ágnessel, György Péterrel, Horváth Aladárral.
A Magyarországi Roma Parlament (civil szervezet) alapítója, melyet a VIII. kerületi önkormányzat támogatásával 1990-től irányít, és annak 1995-től elnöke. 2002 október 30-tól a Romaügyi Tanács tagja. 2005. április 4-én bejelentette lemondását az Országos Cigány Önkormányzat képviselői és a Romaügyi Tanács elnöki tisztségérõl. Az Amaro Drom Roma Magazin kiadója 1995-től annak 2010. évi megszűnéséig. Olyan rendezvény-sorozatok köszönhetők neki, mint a Roma Majális – a 2000-től évente megrendezett összművészeti fesztiválsorozat az Orczy kertben –, a Roma Művészeti Ösztöndíjasok Gálája I-XIV. 1980-2010-ig, vagy a Budapesti Cigány Filmfesztivál I-II. 
Közéleti tevékenységei közé tartozott, hogy 1995-től a Roma Akadémia alapítója és előadója volt, 2002 és 2007 között a Fővárosi Cigány Önkormányzat elnöke, 2008-tól 2010-ig a Roma Integrációs Tanács Tagja és 2005-ben a Kisebbségek kisebbsége kutatássorozathoz és tanulmánykötethez is hozzájárult munkájával. Mindezek mellett rendszeresen olvashatók voltak írásai a (mára megszűnt) Amaro Drom lapjain a társadalompolitika, szociológia, pszichológia, szociálpszichológia, pedagógia témaköreiben.

## Művei
- Vezetőszáron; Magvető, Budapest, 2022 (Tények és tanúk)